# Gilles Kepel

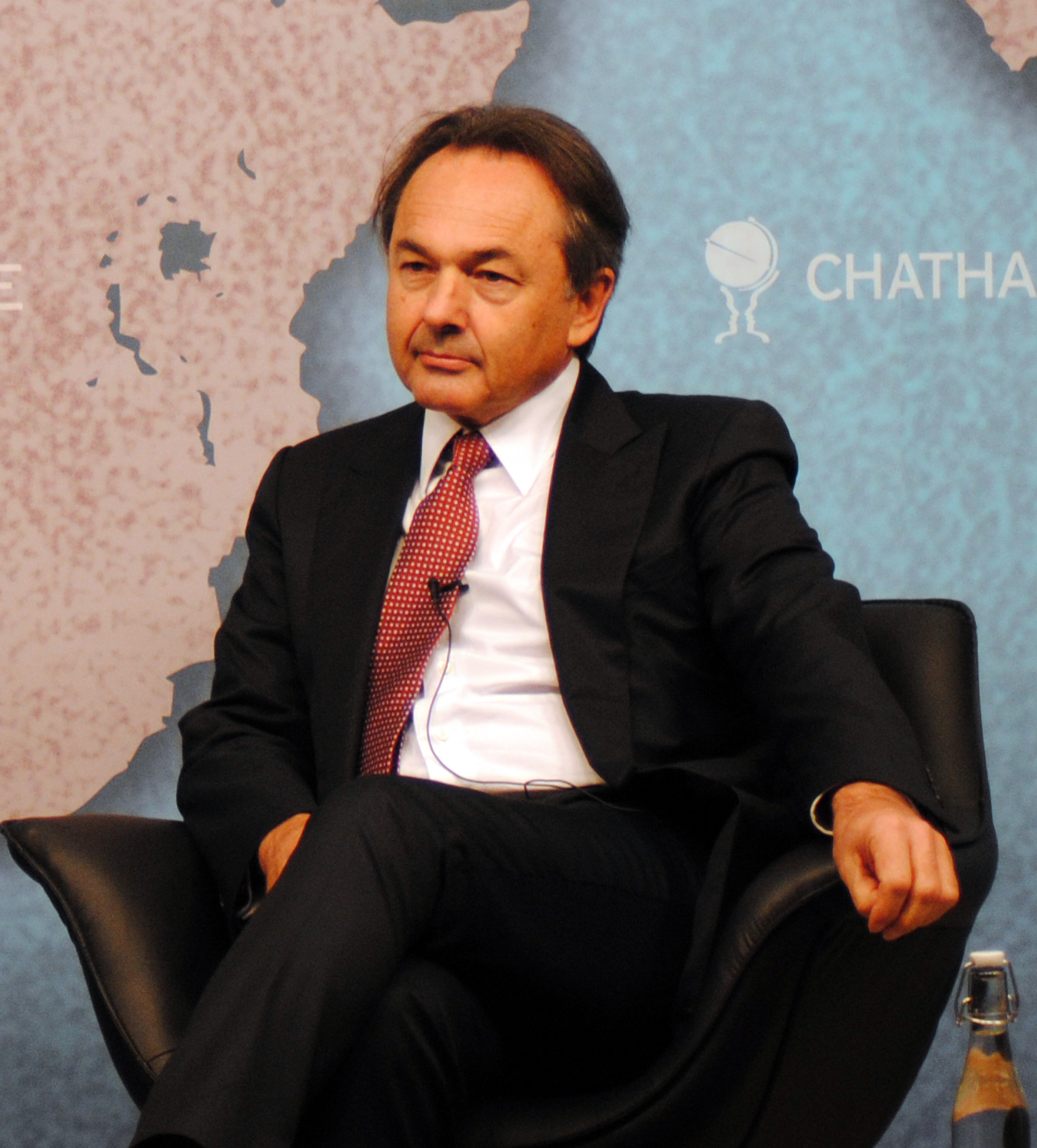
Gilles Kepel – Chatham House 2012

Gilles Kepel (* 30. Juni 1955 in Paris) ist französischer Sozialwissenschaftler. Er ist Professor am Institut d’études politiques de Paris und hat auch den Lehrstuhl für den Nahen Osten und den Mittelmeerraum der Paris Sciences et Lettres (PSL) Research University an der École Normale Supérieure (ENS) inne.
Der Autor soziologischer und politikwissenschaftlicher Werke beschäftigt sich mit dem politischen Islam, mit dem radikalen Islamismus, aber auch mit fundamentalistischen und antilaizistischen Strömungen im Juden- und Christentum (Die Rache Gottes, 1991).
Kepel ist außerdem „Philippe-Roman-Professor für Geschichte und Internationale Beziehungen“ am LSE IDEAS Centre for Diplomacy & Strategy an der London School of Economics and Political Science.

## Leben
Ursprünglich in klassischer Sprach- und Literaturwissenschaft ausgebildet, begann Kepel 1974 nach einer Reise in die Levante Arabistik zu studieren. Er machte seinen Abschluss in Philosophie und Anglistik, dann einen weiteren in Arabistik am Institut Français in Damaskus (1977–78) und erlangte 1980 sein Diplom am Institut d’études politiques de Paris („Sciences Po“). Er spezialisierte sich auf islamistische Bewegungen und verbrachte drei Jahre in dem französischen Forschungszentrum (CEDEJ) in Ägypten. Dort führte er eine Feldforschung durch, um zu promovieren. 1980 schrieb er seine Doktorarbeit über islamistische Bewegungen, die unter dem Titel „Der Prophet und der Pharao. Das Beispiel Ägypten“ veröffentlicht wurde. Es war die erste Analyse der zeitgenössischen islamistischen Militanz und ist heute noch weltweit ein universitäres Standardwerk.
Als er nach Frankreich zurückkehrte, begann Kepel seine Forschungen am CNRS (Nationales Zentrum für wissenschaftliche Forschung) und untersuchte die Entwicklung des Islam als sozialem und politischem Phänomen in diesem Land. Dies führte zum Buch „Les Banlieues de l’Islam“ (Die Vorstädte des Islam, 1987), einem grundlegenden Werk für die Erforschung des Islam im Westen.
Anschließend begann Kepel sich mit den politischen und religiösen Strömungen in Islam, Judentum und Christentum zu befassen: „Die Rache Gottes. Radikale Moslems, Christen und Juden auf dem Vormarsch“, das ein Bestseller wurde und in 19 Sprachen übersetzt ist.
Als Gastprofessor an der New York University (NYU) führte er 1993 eine Feldforschung unter schwarzen Muslimen in den Vereinigten Staaten durch, die mit Phänomenen wie der Rushdie-Affäre in Großbritannien und den Hidschab-Kontroversen in Frankreich verglichen wurde.
Kepel erlangte 1993 seine Habilitation, wurde 1995 zu einem der Forschungsleiter am CNRS befördert und verbrachte das akademische Jahr 1995/1996 in den Vereinigten Staaten als Consortium-Professor der Columbia University, der New York University und der New School for Social Research. Er forschte an der NYU und an der Columbia University für seinen Bestseller „Das Schwarzbuch des Dschihad. Aufstieg und Niedergang des Islamismus.“ Dieses Buch, das sich auf eine zweijährige Feldforschung in der sich von Indonesien bis Afrika erstreckenden muslimischen Welt stützt, wurde in ein Dutzend weiterer Sprachen übersetzt. Zunächst für seine weitreichende Perspektive und seinen besonderen Blickwinkel gelobt, wurde das Buch nach dem 11. September 2001 kritisiert, weil es das Scheitern der politischen islamistischen Mobilisierung für das Ende der 1990er Jahre postuliert hatte.
Auf diese Kritiken reagierte Kepel 2002 mit seinem Reisebericht „Chronique d’une guerre d’Orient“ (Chronik eines Orientkrieges), in dem er dieses Scheitern rückblickend als das Ende der ersten Phase der „Dialektik des Dschihadismus“ bezeichnete. Diese erste Phase sei die Phase des Kampfs gegen den „nahen Feind“. Dann komme eine zweite Phase (al-Qaida), die aus einem solchen Scheitern lerne und sich auf den „fernen Feind“ konzentriere, aber es versäume, die muslimischen Massen unter dem Banner der Dschihadisten zu mobilisieren. Schließlich komme die dritte Phase, ein in Europa, im Nahen Osten und Nordafrika aus kleinen dschihadistischen Gruppierungen bestehendes Netzwerk: die ISIS-Phase. Diese Dschihad-Trilogie wurde in „Die neuen Kreuzzüge. Die arabische Welt und die Zukunft des Westens“ (deutsch 2005) und „Die Spirale des Terrors. Der Weg des Islamismus vom 11. September bis in unsere Vorstädte“ (deutsch 2009) gründlicher analysiert. Mit seinen Studenten veröffentlichte Kepel auch „Al-Qaida. Texte des Terrors“ (deutsch 2006) – eine Übersetzung und Analyse von ausgesuchten Texten, deren Autoren Dschihad-Ideologen sind: Abdallah Azzam, Osama bin Laden, Aiman az-Zawahiri und Abu Mussab al Zarqawi.
2001 wurde er zum ordentlichen Professor für Politikwissenschaft an der Sciences Po ernannt und rief dort das Programm für den Nahen Osten und den Mittelmeerraum sowie das EuroGolfe-Forum ins Leben. Er betreute mehr als 40 Dissertationen und gründete bei dem Verlag Presses Universitaires de France die „Proche-Orient“(Naher Osten)-Reihe, für die er als Chefredakteur fungierte: So hatten seine Postdoktoranden die Möglichkeit, ihr erstes Buch zu veröffentlichen. Die Reihe brachte es zwischen 2004 und 2017 auf 23 Bände.  
Im Dezember 2010 – dem Monat von Mohammad Bouaziz’ Selbstverbrennung in Sidi Bouzid, die den sogenannten Arabischen Frühling auslöste – beendete „Sciences Po“ das Programm für den Nahen Osten und den Mittelmeerraum. Kepel wurde für fünf Jahre zum Senior Fellow am Institut Universitaire de France ernannt (2010–2015): Dies ermöglichte ihm, sich wieder auf seine Feldforschungen zu konzentrieren. Für 2009/2010 wurde ihm auch die Gastprofessur Philippe Roman in History and International Relations an der London School of Economics angeboten.
2012 veröffentlichte er „Banlieue de la République“ (Vorstadt der Republik), eine Studie über die Unruhen, die 2005 von den französischen Vorstädten Clichy und Montfermeil im Nordosten von Paris ausgingen. Die Studie stützt sich, in Zusammenarbeit mit dem Institut Montaigne-Think Tank, auf eine einjährige teilnehmende Beobachtung mit einem Studententeam. Die nächste Studie „Quatre-vingt-treize“ (oder „93“, nach der Postleitzahl des Département Seine-Saint-Denis) warf 25 Jahre nach Kepels bahnbrechendem Werk „Les banlieues de l’Islam“ ein neues Licht auf den Islam in Frankreich.
2013 dokumentierte Kepel den arabischen Aufstand im Reisebericht „Passion Arabe“, einem Bestseller, der den „Petrarca-Preis“ von Radio France Culture erhielt und von der Zeitung 'Le Monde' als bestes Buch des Jahres ausgezeichnet wurde.
2014 veröffentlichte er „Passion Française“, eine Studie mit einem Reisebericht. Darin dokumentierte er die Teilnahme der ersten Generation von Kandidaten mit muslimischem Hintergrund an den Parlamentswahlen vom Juni 2012. Dabei konzentrierte er sich auf Marseille und Roubaix. Diese Studie war das dritte Buch einer Tetralogie, die 2016 in „Terror in Frankreich: Der Neue Dschihad in Europa“ (2015) gipfelte. Darin befasste sich Kepel mit den Terroranschlägen in Frankreich und betrachtete sie in einem größeren Zusammenhang. Dieser Bestseller wurde in fünf Sprachen übersetzt und machte Kepel endgültig zu einem herausragenden Intellektuellen und zur Zielscheibe der Dschihadkämpfer.
2016 untersuchte er in seinem Buch „Der Bruch“ (deutsch 2017), dem ein Radioprogramm von France Culture aus den Jahren 2015 und 2016 zugrunde liegt, die Auswirkungen des dschihadistischen Terrors nach den Massenanschlägen auf französischem und europäischem Boden. Es behandelt die Anschläge vor dem Hintergrund des Erstarkens der extremen Rechten in Europa und konstatiert das Versagen der Politik auf dem Alten Kontinent.
Im Februar 2016 wurde Kepel zum Vorsitzenden des neu gegründeten Excellence-Programms für den Mittelmeerraum und den Nahen Osten an der Paris Sciences et Lettres (PSL) Universität an der École normale supérieure ernannt. Dort ist er für das monatliche Seminar über „Gewalt und Dogma: Wie der zeitgenössische Islamismus von der Vergangenheit Gebrauch macht“ verantwortlich.
2015 nahm er an der 63. Bilderberg-Konferenz teil. Seit 2016 ist er assoziiertes Mitglied der Académie royale des Sciences, des Lettres et des Beaux-Arts de Belgique. Kepel ist Mitglied zahlreicher Aufsichts- und Beratungsgremien, unter anderem im "Haut Conseil" des Museums Institut du monde arabe in Paris und im deutschen Nahost-Think-Tank Candid Foundation in Berlin.

## Banlieue de la République
Kepel hat sich 1987 mit der Studie Les banlieues de l'islam erstmals mit den Einwanderern in Frankreich beschäftigt. Mit Banlieue de la République (2012) veröffentlichte er zwei Berichte, für die er 2011 mit einem Team in Clichy-sous-Bois und Montfermeil, den Vororten, in denen die Unruhen in Frankreich 2005 ihren Ausgangspunkt hatten, Feldstudien durchgeführt hatte:
- Mehr als die Hälfte der Schüler schaffe nicht den Übergang in die Oberstufe, die Jugendarbeitslosen-Quote betrug 43 %. Die Eintragungen in den Wählerverzeichnissen lagen bei 33 % (Landesdurchschnitt: 66 %).
- Zwischen 1987 und 2011 hat sich ein Übergang vom importierten zu einem heimischen Islam vollzogen („Islam en France“ zu „Islam de France“). Die „heutige“ Generation der Kinder verdanke demnach ihre Identitätsfindung einem Islam, der den Ideen der Republik ablehnend gegenüberstehe. Die Religion stelle eine Kompensation für die als schlecht, ungerecht und entwürdigend empfundenen Lebensumstände dar. Im Alltag der Menschen spiele die Laizität keine Rolle.[4][5]
- Als sehr beunruhigend bezeichnete Kepel die durch seine Umfrage erhobene Tatsache, dass ein Teil der saudisch-salafistischen Imame in Frankreich ihre Gläubigen zum Dschihad im Syrischen Bürgerkrieg mobilisiert hat. Diese Imame riefen zur Ausrottung aller „Ungläubigen“ in Syrien auf und auch zur Zerstörung des „gottlosen Frankreich“. Kepel bezeichnete die spätere Rückkehr dieser Dschihadisten aus Syrien als großes Problem.[6]

## Kontroverse mit Olivier Roy zum heutigen französischen Islamismus
Seit 2015 gibt es in Frankreich eine viel beachtete Auseinandersetzung zwischen Olivier Roy und Kepel, welche Roy wie folgt kommentiert:

„FRAGE: Der Islamforscher Gilles Kepel wirft Ihnen vor, dass Sie die islamische Dimension des Terrorismus herunterspielen.
ANTWORT:
Das ist ein gutes Zeichen, dass er aggressiv ist, das bedeutet, dass er sich mit meinen Thesen auseinandersetzen muss. Es passt ihm nicht, dass ich auf die psychologische Dimension hinweise. Aus meiner Sicht brauchen wir aber dringend eine pluridisziplinäre Auseinandersetzung mit dem Phänomen der islamistischen Radikalisierung.“

Im Tages-Anzeiger ist Kepel ausführlich auf seine Sicht des islamistischen Terrors im Jahr 2016 eingegangen. Eine Grundlage des Terrorismus in Frankreich sei folgendes: Der Ingenieur Abu Musab al-Suri habe in seinem „Appell zum weltweiten islamischen Widerstand“ von 2004 das vorweggenommen, was heute geschieht. Im Unterschied zu Osama bin Laden seien für diesen nicht die USA, sondern die europäischen Länder die wichtigste Zielgruppe für Anschläge. Die schlecht integrierten, arbeitslosen muslimischen Jugendlichen der französischen Vorstädte sehe Al-Suri als ein unerschöpfliches Rekrutierungsfeld für den Dschihad. Im Gegensatz zur hierarchisch organisierten Al-Qaida propagiere er ein aus Einzelnen und kleinen Gruppierungen bestehendes Netzwerk des Terrors, das sich in den Ländern der „Ungläubigen“ ausbreiten solle. Al-Suris Formel laute: Ein System statt einer Organisation. Über die jüngste Dschihadisten-Generation meint Kepel: Es gebe eine überragende Bedeutung der Gefängnisse für die Rekrutierung neuer IS-Mitglieder. In Frankreich seien etwa 70 Prozent der Gefängnisinsassen Muslime. Ihnen werde von radikalisierten Mitgefangenen bedeutet, dass nicht sie daran schuld seien, sondern der Atheismus, die moderne laizistische Gesellschaft Frankreichs und die rassistischen Islamgegner. Diese Propaganda pervertiere die Verbrechen, derentwegen die jungen Muslime im Gefängnis sitzen, zu Tugenden. Ihre Fähigkeit und Bereitschaft, Leute zu überfallen, auszurauben, zu töten, würden positiv gedeutet, vorausgesetzt, das diene nicht der persönlichen Bereicherung, sondern einem religiösen Ziel. Frankreich diene gerade deshalb als Ziel, weil man es mit einem vorwiegend arabischen Dschihad zu tun haben, nicht mit einem türkischen oder einem pakistanischen. Frankreich sei das größte arabische Land in Europa, und es sei obendrein eine ehemalige Kolonialmacht. Der Hass, der während des Algerien-Krieges entstanden sei, wirke in vielen Einwandererfamilien nach. Außerdem sei Frankreich in den Augen der aus Nordafrika stammenden Islamisten die „Brutstätte“ der Aufklärung, also des Atheismus. Zum Beispiel schämten sie sich, Französisch zu sprechen, obwohl es ihre Muttersprache sei. Ali Belhadj, der wichtigste Ideologe der algerischen Islamischen Heilsfront, habe gesagt, sein Hass richte sich besonders gegen jene Algerier, welche die vergiftete französische Sprache und Kultur wie ihre Muttermilch eingesogen hätten.
Kepel meint, wir wüssten, dass rund 1500 Personen in das Territorium des IS gereist und dass einige von ihnen wieder zurückgekehrt seien. Und dass die Geheimdienste etwa 8000 Personen im Land als gewaltbereit einstuften. Es gebe in Frankreich Anzeichen für die Existenz von Parallelgesellschaften. In bestimmten Vororten sei der Einfluss der Salafisten mittlerweile so stark, dass es sich ein Muslim kaum mehr erlauben könne, tagsüber während des Ramadans öffentlich zu essen, zu rauchen oder zu trinken. Es gebe französische Politiker aus allen Parteien, die sich mit diesen Zuständen abgefunden hätten und sogar mit den Salafisten paktierten, weil sie glaubten, auf diese Weise den sozialen Frieden retten zu können. Kepel meint, das möge kurzfristig funktionieren, aber längerfristig spalte sich auf diese Weise die Gesellschaft. Die Kinder der Einwanderer hätten miserable berufliche Aufstiegsmöglichkeiten, weil in Frankreich die Arbeitslosigkeit hoch sei, weil die Wirtschaft nicht anspringe, und weil die Eliten versagt hätten. Frage man sich, ob „wir“ „im Krieg“ mit den Islamisten seien, wie François Hollande sage, so lehnt Kepel die Aussage ab. Der Krieg finde zwischen den Armeen im Nahen Osten statt, und nicht in Frankreich. Der Kampf gegen die französischen Islamisten sei Aufgabe der Polizei und der Geheimdienste. Von einem Krieg zu sprechen, bedeute, in eine Falle der Extremisten zu tappen.
Im Juni 2016 präzisierte Kepel im Interview mit Daniel Binswanger:

„Der aus Syrien stammende Musab al-Suri hat 2004 mit seinem Aufruf zum globalen islamischen Widerstand die Terrorstrategie des IS entwickelt. Er betrachtet Europa als den weichen Bauch des Okzidents und will für den Jihad rekrutierte europäische Muslime zu ‚Soldaten des Kalifats‘ machen […] Ich führe eine Kontroverse mit Olivier Roy und seinen Anhängern, die von der These ausgehen, dass es vom Terrorismus der Roten-Armee-Fraktion zum IS eine Art Kontinuität gibt. Aus ihrer Sicht war gestern der Terrorismus rot, davor vielleicht braun, und heute ist er eben grün. Jedes Mal soll es sich um einen gewaltsamen Generationenkonflikt handeln. Ich bestreite nicht, dass soziale und psychische Faktoren entscheidend sind. Der Terrorismus kann nur unter bestimmten Bedingungen Anhänger rekrutieren. Wenn es nicht die Diskriminierung maghrebinischer Einwanderer der 2. und 3. Generation gäbe, wenn die Massenarbeitslosigkeit nicht existieren würde, könnte sich der radikale Islam nicht ausbreiten. Trotzdem: die Salafisierung der Köpfe ist eine Vorbedingung. Sie führt zu einem totalen Bruch mit der europäischen Gesellschaft, mit der Aufklärung, mit der säkularisierten Zivilisation. Der Salafismus weist Grundwerte wie Demokratie, Freiheit und Gleichheit der Geschlechter vollkommen zurück […] Es findet ein eigentlicher Kulturkampf innerhalb des Islam statt. Die Salafisten müssten die gemäßigten Häretiker auf ihre Seite ziehen, nur so können sie von einer kleinen Avantgarde zur Massenbewegung werden.“

Michel Wieviorka akzentuiert 2017 den Unterschied zwischen Kepel und Roy wie folgt:

„[…] wobei Kepel auf in engerem Sinn religiösen Dimensionen des Islamismus bestand, während Roy vor allem darauf hinwies, dass eine Islamisierung bei den Dschihadisten oft die Folge einer Radikalisierung war, die gar nicht religiös begonnen hatte.“

## Schriften (Auswahl)
- Le Prophète et Pharaon. Les mouvements islamistes dans l’Égypte contemporaine. La Découverte, Paris 1984.
- Les banlieues de l’islam. Naissance d’une religion en France. Le Seuil, Paris 1987.
- La Revanche de Dieu. Chrétiens, juifs et musulmans à la reconquête du monde. Le Seuil, Paris 1991.
  - Die Rache Gottes. Radikale Moslems, Christen und Juden auf dem Vormarsch. Piper Verlag, München 1991, ISBN 3-492-21841-5 Inhaltsverzeichnis (PDF).
- Le Prophète et le Pharaon. Aux sources des mouvements islamistes. Le Seuil, Paris 1984, éd. rév. 1993.
  - Der Prophet und der Pharao. Das Beispiel Ägypten. Die Entwicklung des muslimischen Extremismus. Piper, München 1995, ISBN 3-492-03786-0.
- A l’ouest d’Allah. Le Seuil, Paris 1994.
  - Allah im Westen. Die Demokratie und die islamische Herausforderung. Übers. Inge Leipold. Piper, München 1996, ISBN 3-492-03790-9 Inhaltsverzeichnis (PDF).
- Zwischen Kairo und Kabul. Eine Orient-Reise in Zeiten des Dschihad. Übers. Ursel Schäfer. Piper, München 2002, ISBN 3-492-27301-7.
- Jihad. Expansion et déclin de l’islamisme. Gallimard, Paris 2000, éd. rév. 2003.
  - Das Schwarzbuch des Dschihad. Aufstieg und Niedergang des Islamismus. Übers. Bertold Galli. Vorwort des Autors zur dt. Ausgabe. Piper, München 2002, ISBN 3-492-04432-8 Inhaltsverzeichnis (PDF).
- Chronique d’une guerre d’Orient, automne 2001, suivi de Brève chronique d'Israël et de Palestine, avril-mai 2001. Gallimard, Paris 2002.
- Fitna. Guerre au cœur de l’islam. Essai. Gallimard, Paris 2004.
- Du jihad à la fitna. Bayard, Paris 2005.
- Die neuen Kreuzzüge. Die arabische Welt und die Zukunft des Westens. Piper, München 2005, ISBN 3-492-24533-1. Inhaltsverzeichnis (PDF)
- mit Jean-Pierre Milelli (Hrsg.): Al-Qaida. Texte des Terrors. Piper, München 2006, ISBN 3-492-04912-5.
- Die Spirale des Terrors. Der Weg des Islamismus vom 11. September bis in unsere Vorstädte. Übers. Ursel Schäfer. Piper, München 2009, ISBN 978-3-492-05264-1. Inhaltsverzeichnis (PDF)
- Terreur et martyre. Relever le défi de civilisation. Flammarion, Paris 2008.
- Banlieue de la République. Société, politique et religion à Clichy-sous-Bois et Montfermeil. Gallimard, Paris 2012.
- Quatre-vingt-treize. Essai. Gallimard, Paris 2012.
- Passion arabe. Gallimard, Paris, 2013.
- Passion en Kabylie. Gallimard, Paris 2014.
- Passion française. La voix des cités. Gallimard, Paris 2014.
- Terreur dans l’Hexagone. Genèse du djihad français. Gallimard, Paris 2015, ISBN 978-2-07-010562-5.
  - (mit Antoine Jardin): Terror in Frankreich. Der neue Dschihad in Europa. Antje Kunstmann, München 2016 ISBN 978-3-95614-129-4[8]
- La Fracture: Chroniques 2015–2016. Gallimard, Paris November 2016, ISBN 978-2-07-270129-0.
  - Der Bruch. Frankreichs gespaltene Gesellschaft. Kunstmann, München 2017. 240 S., ISBN 978-3-95614-188-1.[9]
- La Laïcité contre la fracture. Privat, Toulouse, 2017.
- Sortir du chaos, Stratégie pour le Moyen-Orient et la Méditerranée, Verlag Gallimard Jeunesse, Paris 1. Januar 2018, ISBN 978-2-07-277047-0.
  - Chaos. Die Krisen in Nordafrika und im Nahen Osten verstehen. Kunstmann, München 2019. 448 S., ISBN 978-3-95614-320-5.
- Le Prophète et la Pandémie. Du Moyen-Orient au jihadisme d’atmosphère. Gallimard, Paris 2021, ISBN 978-2-07-292312-8.
  - Chaos und Covid. Wie die Pandemie Nordafrika und den Nahen Osten verändert. Kunstmann, München 2021, ISBN 978-3-95614-460-8.[10]
- Enfant de Bohême. Gallimard, Paris 2022.
- Prophète en son pays. L’Observatoire, Paris 2023
- Holocaustes. Israël, Gaza et la guerre contre l’Occident. Plon, Paris 2024, ISBN 978-2-259-31962-1.

## Medienecho
- Interview taz.de vom 18. September 2016: "Sie wollen einen Bürgerkrieg." Über die neue Generation der Dschihadisten, die extreme Rechte und das Problem mit dem Islamphobie-Begriff. taz, 17. September 2016, S. 12f. (Interview: Tania Martini)

### Links in Französisch
- Gilles Kepel, Curriculum vitae

### Links in Englisch
- PBS: "Al Qaeda's New Front" Interview with Gilles Kepel (oben rechts ein Bild von Kepel)
- The war for Muslim minds: an interview with Gilles Kepel
- in Englisch (Memento vom 9. Mai 2009 im Internet Archive), Kepel über Zarqawi, 2006